# Monheurt
Monheurt is een gemeente in het Franse departement Lot-et-Garonne (regio Nouvelle-Aquitaine) en telt 215 inwoners (2005). De plaats maakt deel uit van het arrondissement Nérac.

## Geografie
De oppervlakte van Monheurt bedraagt 11,3 km², de bevolkingsdichtheid is 19,0 inwoners per km².
De onderstaande kaart toont de ligging van Monheurt met de belangrijkste infrastructuur en aangrenzende gemeenten.

## Demografie
Onderstaande figuur toont het verloop van het inwonertal (bron: INSEE-tellingen).